# Mohyla v Očkově
Mohyla v Očkově je archeologické naleziště náčelnické mohyly z mladší doby bronzové. Nachází se u silnice č. 504 u obce Očkov v okrese Nové Mesto nad Váhom.

## Popis

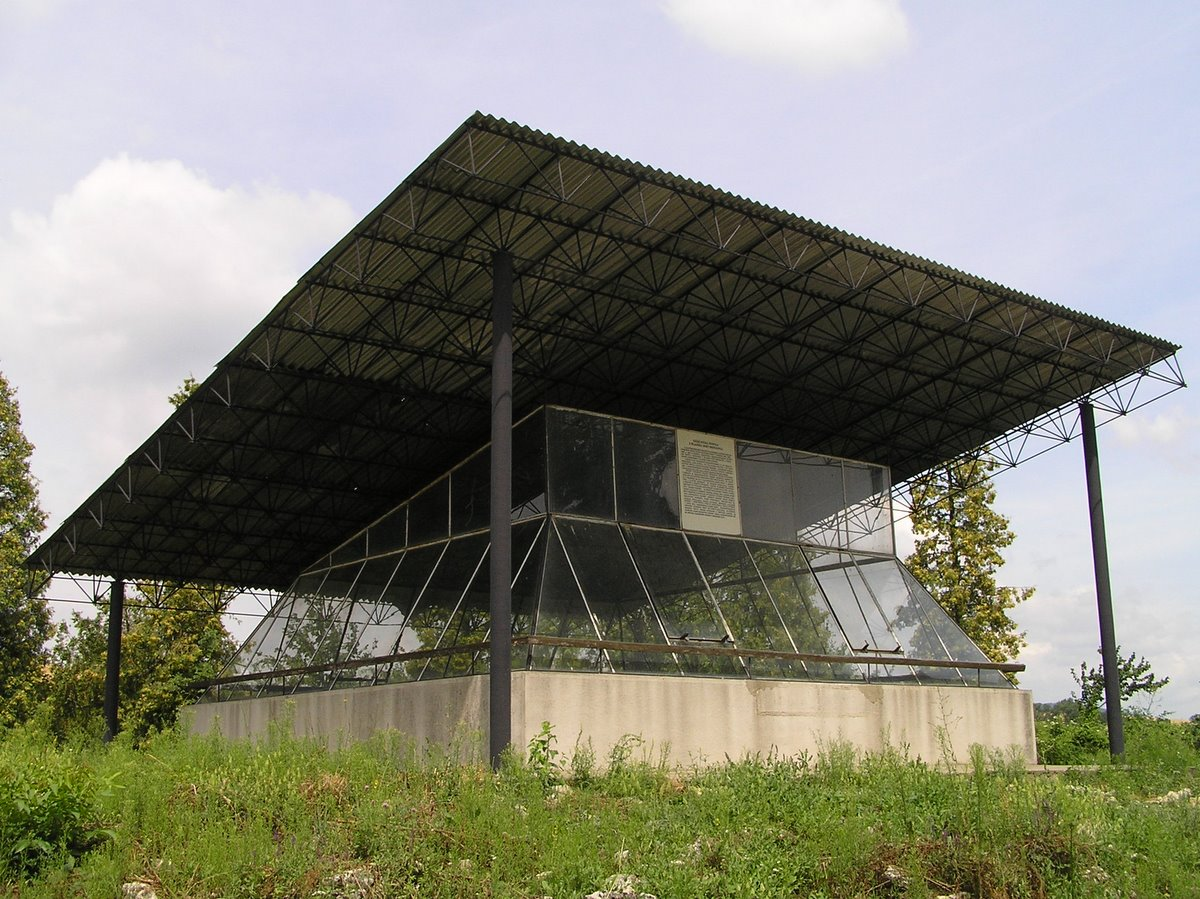
Pohled na expozici mohyly v Očkové.

K nejvýznamnějším objevům slovenské archeologie na středním Pováží patří naleziště Očkov. V letech 1953, 1955, 1958 a 1959 zde odkryli pracovníci archeologického ústavu SAV mohylu náčelníka z mladé doby bronzové a popelnicové pohřebiště z mladší doby římské.
V mohyle byl pohřben pravděpodobně v 12. století před Kr. příslušník - snad kníže - tzv. velatické kultury. Lid této kultury obýval území dolního Rakouska, západního Maďarska a jihozápadního Slovenska. Mohyla v Očkově z období velatické kultury byla prvním objevem svého druhu.
Svým významem daleko přesahuje rámec Slovenska. V objektu je rekonstruován odkryv hrobové komory na základě nálezových okolností. Mrtvý byl položen na hranici v průměru asi 10 m v slavnostním oděvu spolu s bronzovými a zlatými šperky. Na hranici byly položeny nádoby s tekutou a masitou potravou. Vedoucí vojenské postavení mrtvého v tehdejší společnosti symbolizuje meč, kopí, štít, koňský postroj. Na místě spáleniště byla vykopána obdélníková etážová hrobová komora, jejíž dno i spodní stěny byly vydřeveny. Na podlaze po shrnutí zbytků původní hranice byly rozmístěny nádoby. Hrobová komora byla pak pokryta sedlovitou střechou, již podpíraly dřevěné kůly. Na střeše byly poskládány další milodary, bronzové a hliněné nádoby. V některých z nich se nacházela tekutá potrava, v jiných byly ohořelé lidské kosti - pravděpodobně pozůstatky lidských obětí při úmrtí náčelníka. Na střeše byla nanesena vrstva spraše střídavě s vrstvami kamene. Na kamenné jádro byla navrstvena zemina. Okraj dotvoření celku zpevnily kamenné věnce s průměrem 25 m.